# Gerardo IV de Métis
Gerardo IV de Métis foi um nobre francês do século XI. Era filho de Adalberto II e sua esposa Judite de Buzonvila. Em 1033, sucedeu seu pai como conde. Em 30 de junho, deu posse a São Benigno de Dijão pelas almas de seu pai Adalberto e seu tio Gerardo III.  Em maio de 1038, numa carta hoje perdida, findou uma disputa com a abadesa de Remiremonte pelas almas de seus pais. Ele se casou com Gisela, filha do duque Teodorico I, com quem teve vários filhos: Gerardo V, Adalberto III, Ida, Conrado, Adalbero, Beatriz, Cuono, Huoda, Azelino e Adelaide (Notícia da Fundação do Mosteiro de Buzonvila; IV, MGH SS XV.2, p. 980). Faleceu em 1045 e foi sucedido por Adalberto IV.